# ميشيل بلان
ميشيل بلان (بالفرنسية: Michel Blanc)‏
```
(
16 أبريل
 
1952
 - 
3 أكتوبر
 
2024
)، هو ممثل ومخرج وكاتب سيناريو، 
فرنسي
. ولد في 
كوربفوا
.
```

## جوائز وترشيحات
حصل على جوائز منها:
- جائزة سيزر لأفضل ممثل مساعد، عن عمل:ممارسه الدولة (2012)
- جائزة أفضل سيناريو (مهرجان كان).
- جائزة أفضل ممثل (مهرجان كان).
- وسام جوقة الشرف من رتبة فارس
- نيشان الاستحقاق الزراعي من رتبة فارس.

## روابط خارجية
- ميشيل بلان على موقع IMDb (الإنجليزية)
- ميشيل بلان على موقع ألو سيني (الفرنسية)
- ميشيل بلان على موقع ميوزك برينز (الإنجليزية)
- ميشيل بلان على موقع أول موفي (الإنجليزية)
- ميشيل بلان على موقع قاعدة بيانات الأفلام السويدية (السويدية)
- ميشيل بلان على موقع إن إن دي بي (الإنجليزية)
- ميشيل بلان على موقع قاعدة بيانات الفيلم (الإنجليزية)
- ميشيل بلان على موقع ليتربوكسد (الإنجليزية)
- ميشيل بلان على موقع كينوبويسك (الروسية)